# Kærgård (Varde Kommune)
 For alternative betydninger, se Kærgård. (Se også artikler, som begynder med Kærgård)
Kærgård er en bebyggelse i Sydvestjylland, beliggende i Ål Sogn mellem Vejers og Henne. Bebyggelsen ligger i Varde Kommune og tilhører Region Syddanmark.
Kærgård ligger tæt på Kærgård Klitplantage og Filsø Avlsgård.
|  | Denne artikel om lokaliteten Kærgård (Varde Kommune) kan blive bedre, hvis der indsættes et (bedre) billede. Du kan hjælpe ved at afsøge Wikimedia Commons for et passende billede eller lægge et op på Wikimedia Commons med en af de tilladte licenser og indsætte det i artiklen. |

55°40′57″N 8°11′5″Ø / 55.68250°N 8.18472°Ø